# Afrykańska Federacja Piłki Ręcznej
Afrykańska Federacja Piłki Ręcznej (fr. Confédération Africaine de Handball) CAHB – utworzona w 1973 roku międzynarodowa organizacja zrzeszająca krajowe związki sportowe w piłce ręcznej z Afryki.

## Historia
Na spotkaniu w Tunisie w 1972 roku odbyło się pierwsze spotkanie tymczasowego komitetu, którego zadaniem było zaproszenie wszystkich afrykańskich krajów do udziału w kongresie założycielskim CAHB. Obecni na nim byli przedstawiciele Egiptu, Tunezji, Algierii, Maroka, Senegalu i Kamerunu. Organizacja powstała w obecności wiceprezydenta IHF 15 stycznia 1973 roku podczas Igrzysk Afrykańskich rozgrywanych w nigeryjskim Lagos.
Najwyższą władzą w CAHB jest Kongres, zwoływany co dwa lata, co cztery lata natomiast odbywają się wybory do zarządu z prezydentem na czele.

### Prezydenci CAHB[1]
- 1973–1993 Babacar Fall ( Senegal)
- 1993–1996 Salem Nabil ( Egipt)
- 1996–2008 Achi Christophe Yapo ( Wybrzeże Kości Słoniowej)
- 2008–     Mansourou Aremou ( Benin)

## Członkowie
Pięćdziesięciu członków CAHB jest podzielonych na siedem stref.

## Rozgrywki organizowane przez AHF
- Mistrzostwa Afryki w piłce ręcznej mężczyzn
- Mistrzostwa Afryki w piłce ręcznej kobiet